# 18. sekretariát ústředního výboru Komunistické strany Číny
18. sekretariát ústředního výboru Komunistické strany Číny (čínsky v českém přepisu Čung-kuo kung-čchan-tang ti-š’-pa-ťie čung-jang šu-ťi-čchu, pchin-jinem Zhōngguó Gòngchǎndǎng dìshíbājiè Zhōngyāng Shūjichù, znaky 中国共产党第十八届中央书记处) byl v letech 2012–2017 skupinou několika členů ústředního výboru Komunistické strany Číny, která byla částí širšího vedení Komunistické strany Číny a podílela se na každodenním řízení strany jako výkonný orgán politbyra a stálého výboru politbyra.
Osmnáctý sekretariát byl zvolen 15. listopadu 2012 na prvním zasedání 18. ústředního výboru zvoleného na závěr XVIII. sjezdu KS Číny. Sekretariát sestával ze sedmi osob (o jednu více než v předešlém volebním období) – vedl jej Liou Jün-šan jako výkonný tajemník, členy sekretariátu byli dále Liou Čchi-pao, Čao Le-ťi, Li Čan-šu, Tu Čching-lin, Čao Chung-ču, a Jang Ťing. Z minulého volebního období zůstal pouze Liou Jün-šan, ostatní tajemníci byli v sekretariátu noví.
Z hlediska zastávaných funkcí a úřadů tajemníci sekretariátu stáli v čele nejdůležitějších sekcí stranického aparátu, oddělení propagandy (Liou Čchi-pao, přičemž celkové vedení práce v oblasti ideologie a propagandy měl výkonný tajemník sekretariátu Liou Jün-šan jako předseda Ústřední komise pro řízení výstavby duchovní civilizace), organizačního oddělení (Čao Le-ťi), kanceláře ÚV (Li Čan-šu), Čao Chung-ču působil v kontrolní a disciplinární komisi strany. Změnou proti minulému období byla přítomnost tajemníků působících mimo stranický aparát, a sice prvního místopředsedy celostátního výboru Čínského politického poradního shromáždění (ČLPPS) Tu Čching-lina a státního poradce a sekretáře státní rady Jang Ťinga. Záměrem jejich zařazení do sekretariátu byla zřejmě snaha o těsnější koordinaci stranické politiky s politickým poradním shromážděním a státní radou.
Po následujícím sjezdu strany (roku 2017) dva členové sekretariátu povýšili do politbyra (Čao Le-ťi a Li Čan-šu), ostatní odešli z vedení strany.

## Složení sekretariátu
Jako úřad je uvedeno zaměstnání a funkce vykonávané v době členství v sekretariátu.
| Minulé období                            | Jméno                         | Rok narození                  | Úřady a funkce | Úřady a funkce                                  | Úřady a funkce                | Další období                  |                               |                               |
| Minulé období                            | Jméno                         | Rok narození                  | civilní stranické | civilní státní a jiné                           | vojenské                      | Další období                  |                               |                               |
| Výkonný tajemník sekretariátu            | Výkonný tajemník sekretariátu | Výkonný tajemník sekretariátu | Výkonný tajemník sekretariátu | Výkonný tajemník sekretariátu                   | Výkonný tajemník sekretariátu | Výkonný tajemník sekretariátu | Výkonný tajemník sekretariátu | Výkonný tajemník sekretariátu |
| ---------------------------------------- | ----------------------------- | ----------------------------- | --- | ----------------------------------------------- | ----------------------------- | ----------------------------- | ----------------------------- | ----------------------------- |
| 16., 17. politbyro, 16., 17. sekretariát | Liou Jün-šan 刘云山           | 1947                          | člen stálého výboru politbyra, předseda Ústřední komise pro řízení výstavby duchovní civilizace, ředitel Ústřední stranické školy            |                                                 |                               | –                             |                               |                               |
| Ostatní tajemníci sekretariátu           |                               |                               | |                                                 |                               |                               |                               |                               |
| –                                        | Liou Čchi-pao 刘奇葆          | 1953                          | člen politbyra, místopředseda Ústřední komise pro řízení výstavby duchovní civilizace, vedoucí oddělení propagandy ÚV                        |                                                 |                               | –                             |                               |                               |
| –                                        | Čao Le-ťi 赵乐际              | 1957                          | člen politbyra, zástupce vedoucího Ústřední vedoucí skupiny pro kontrolní práci, vedoucí organizačního oddělení ÚV                           |                                                 |                               | 19. politbyro                 |                               |                               |
| –                                        | Li Čan-šu 栗战书              | 1950                          | člen politbyra, vedoucí Hlavní kanceláře ÚV                                                                                                  |                                                 |                               | 19. politbyro                 |                               |                               |
| –                                        | Tu Čching-lin 杜青林          | 1946                          | člen ÚV | (první) místopředseda celostátního výboru ČLPPS |                               | –                             |                               |                               |
| –                                        | Čao Chung-ču 赵洪祝           | 1947                          | člen ÚV, zástupce vedoucího Ústřední vedoucí skupiny pro kontrolní práci, zástupce tajemníka Ústřední komise pro kontrolu disciplíny KS Číny |                                                 |                               | –                             |                               |                               |
| –                                        | Jang Ťing 韩正                | 1954                          | člen ÚV | státní poradce a generální sekretář státní rady |                               | –                             |                               |                               |